# Careum
Careum ist eine gemeinnützige Schweizer Stiftung, die Bildung, Forschung und Vernetzung im Gesundheits- und Sozialbereich fördert und betreibt. Mit einem breit gefächerten Aus- und Weiterbildungsangebot und jährlich rund 9000 Lernenden, Studierenden und Weiterbildungsteilnehmenden (Stand 2025) gehört Careum zu den schweizweit grössten Bildungsanbietern im Gesundheits- und Sozialbereich. Mitarbeitende von Careum forschen zu aktuellen Gesundheits- und Pflegethemen, publizieren Lern- und Lehrmittel und engagieren sich für eine gesundheitskompetente Schweiz.
Zu Careum gehören der Careum Verlag und das Careum Zentrum für Gesundheitskompetenz sowie die Tochtergesellschaften Careum Bildungszentrum, Careum Hochschule Gesundheit, Careum Weiterbildung und Edubase an den Standorten in Zürich und Aarau.

## Geschichte

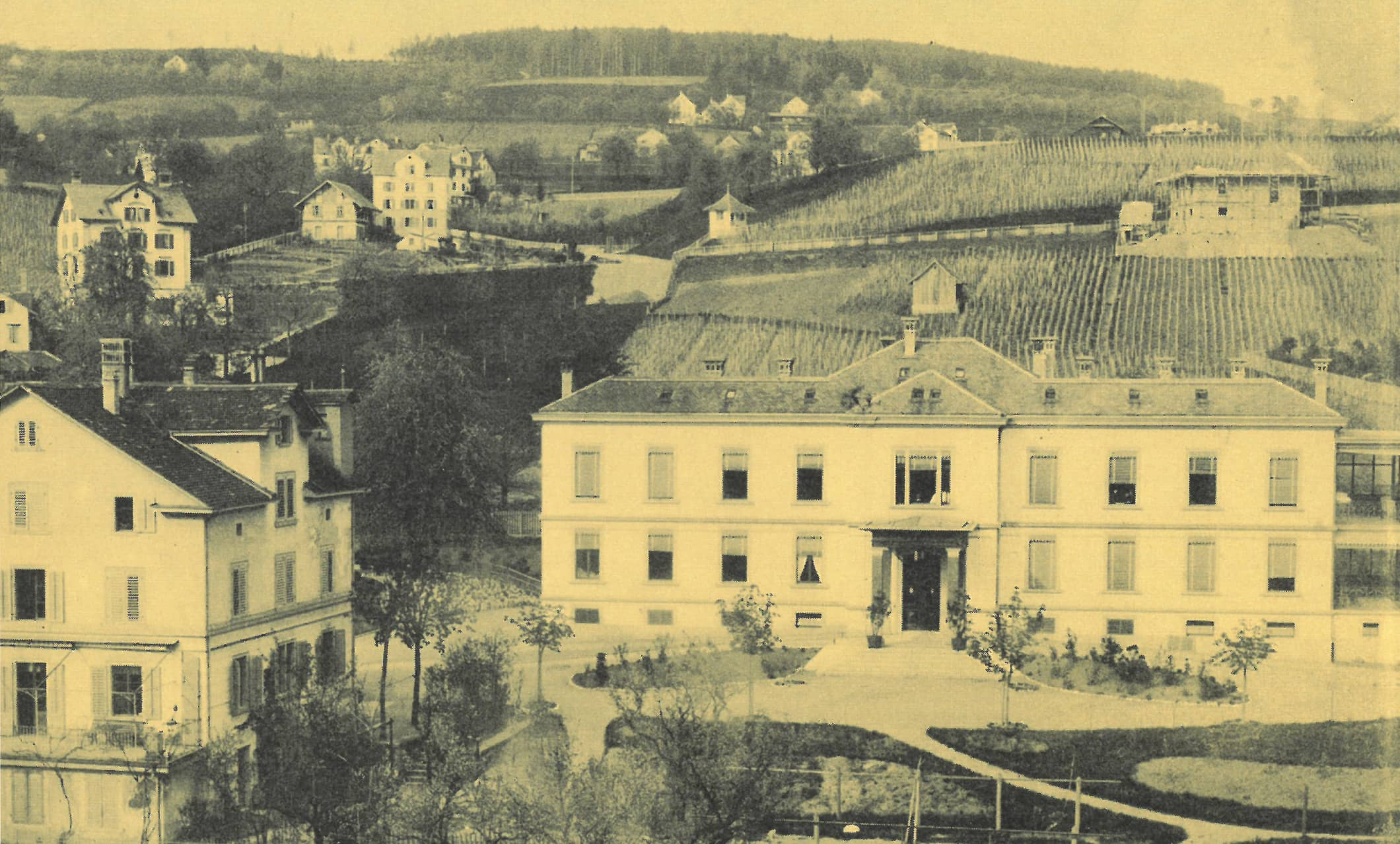
Schwesternhaus vom roten Kreuz um 1882

Die heutige Careum Stiftung geht auf das 1882 gegründete «Schwesternhaus vom roten Kreuz» zurück, eine Ausbildungsanstalt für Krankenpflegerinnen. Das Schwesternhaus entwickelte sich nach der Gründung zu einer Schule für Gesundheits- und Krankenpflege mit eigenem Krankenhaus als Übungsspital, das sich in den Folgejahren insbesondere im Bereich Gynäkologie und Geburtshilfe einen Namen erarbeitete.
Nachdem das Rotkreuzspital 1997 seinen Betrieb eingestellt hatte, kamen die Pläne für den Aufbau einer neuen Modellschule für Pflegeberufe auf. Ab 2003 wurde das Areal im Zürcher Hochschulquartier neu überbaut und 2004 erhielt die Stiftung den heutigen Namen «Careum». Dieser leitet sich aus den Begriffen «to care» (Englisch für betreuen, pflegen) und «lyceum» (Lehrstätte im alten Athen) ab und verbindet damit die wesentlichen Bestandteile des Stiftungszwecks: Pflege und Bildung.
Das Careum Bildungszentrum mit Berufsfachschulen und Höheren Fachschulen öffnete 2005 seine Türen, nachdem der Kanton Zürich den öffentlichen Leistungsauftrag für entsprechende Bildungsgänge erteilt hatte. 2009 wurde die ehemalige Prophylaxeklinik der Dentalhygieneschule Zürich in das Careum Bildungszentrum überführt. In weiteren Schritten folgten die Universitätsbibliothek Medizin Careum und der Careum Verlag. 2012 wurde Careum Weiterbildung (ehemals WE’G Weiterbildungszentrum für Gesundheitsberufe) mit Standort in Aarau Teil von Careum. Im gleichen Jahr zog das Departement Gesundheit der Kalaidos Fachhochschule auf den Careum Campus. Sieben Jahre später erfolgte die Umbenennung in Careum Hochschule Gesundheit und die Integration des Forschungsbereichs von Careum in die Hochschule. Aus der Zusammenarbeit mit der Kalaidos Bildungsgruppe erfolgte 2015 die Gründung von Edubase, einer gemeinsamen Tochtergesellschaft für digitale Lehrmittel.

## Organisation
Careum ist eine gemeinnützige, finanziell und politisch unabhängige Stiftung, die eine breite Palette an Leistungen anbietet wie z. B. Aus- und Weiterbildungen, Forschungsprojekte, Tagungen, Publikationen sowie Lern- und Lehrmittel in gedruckter und digitaler Form.
Oberstes Führungsorgan von Careum ist der Stiftungsrat (Präsident des Stiftungsrats: Hans C. Werner). Operativ wird Careum vom Leitungsgremium geführt, dem der CEO Careum vorsteht (CEO: Stefan Spycher).
Zur Stiftung gehören folgende Tochtergesellschaften:
- Careum AG Bildungszentrum für Gesundheitsberufe (80%-Beteiligung) inklusive ihrer Tochtergesellschaft Careum DH AG (73%-Beteiligung)
- Careum Hochschule Gesundheit AG (75%-Beteiligung)
- Careum Weiterbildung AG (100%-Beteiligung)
- Edubase AG (100%-Beteiligung)

In die Stiftung integriert sind zudem der Careum Verlag sowie das Careum Zentrum für Gesundheitskompetenz.

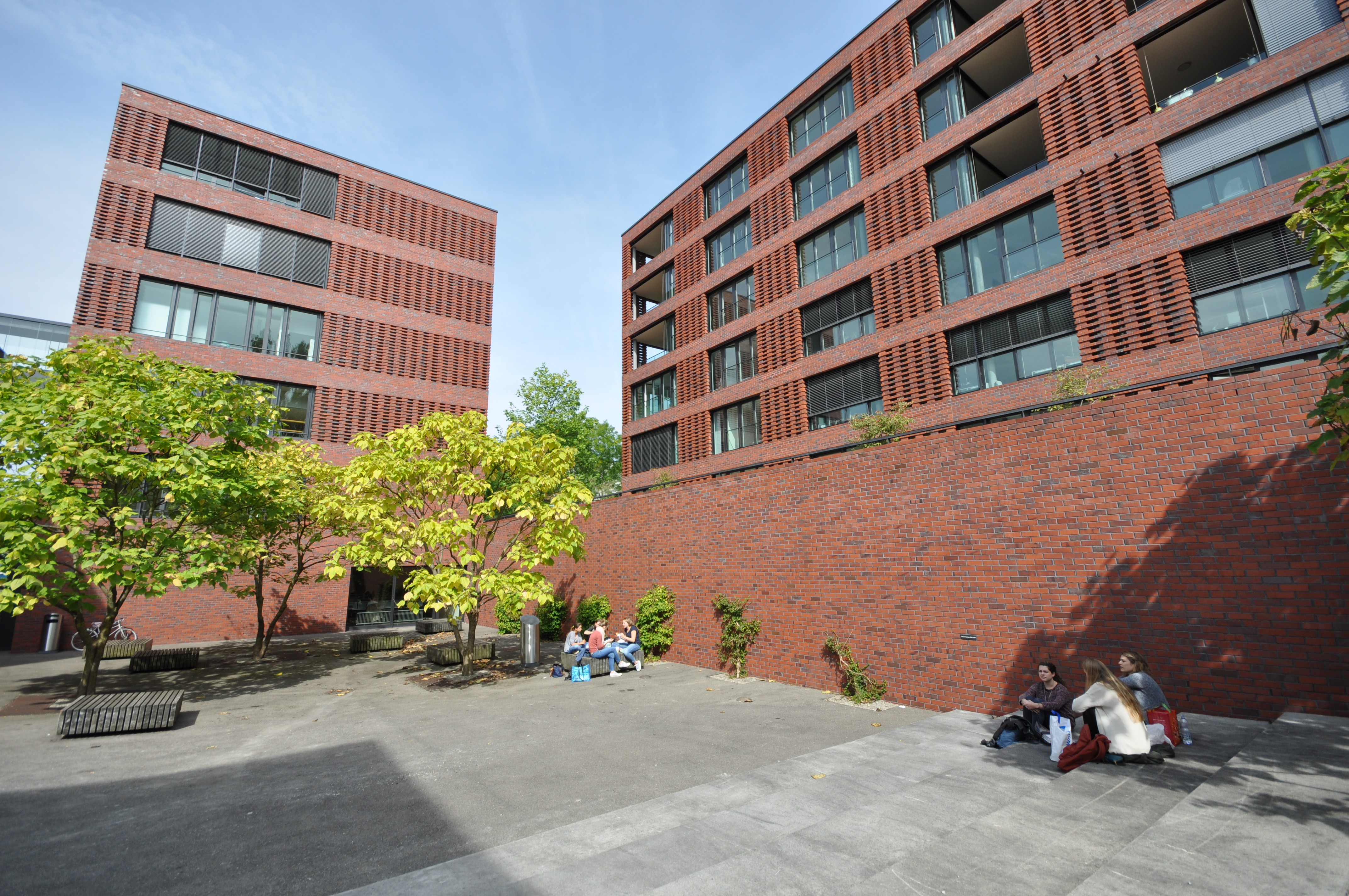
Careum Campus in Zürich im September 2014

## Tätigkeitsbereiche

### Bildung
Die drei Bildungsinstitutionen von Careum bieten vielseitige, praxisbezogene Bildungs- und Studienangebote vom Einstieg in einen Gesundheitsberuf bis zur Weiterbildung von Fach- und Führungskräften an.

#### Berufsfachschulen
Das Careum Bildungszentrum bietet drei Ausbildungen im Bereich der Berufslehre mit eidgenössisch anerkanntem Abschlussausweis an:
- Assistentin und Assistent Gesundheit und Soziales EBA
- Fachperson Gesundheit EFZ
- Medizinproduktetechnologin und -technlogoge EFZ

#### Höhere Fachschulen
Zum Angebot des Careum Bildungszentrums gehören folgende Bildungsgänge der Höheren Fachschulen mit eidgenössisch anerkanntem Diplom HF:
- HF Pflege
- HF biomedizinische Analytik
- HF medizinisch-technische Radiologie
- HF Operationstechnik
- HF Dentalhygiene

Die Tochtergesellschaft Careum DH AG betreibt zudem eine Ausbildungsklinik, in der die Studierenden der HF Ausbildung Dentalhygiene von erfahrenen Dentalhygienikerinnen und Dentalhygieniker bei der praktischen Tätigkeit begleitet und gefördert werden.

#### Fachhochschule
Als Fachbereich Gesundheit der Kalaidos Fachhochschule Schweiz bietet die Careum Hochschule Gesundheit verschiedene berufsbegleitende Aus- und Weiterbildungsstudiengänge an:
- Bachelor of Science FH in Nursing
- Master of Science FH in Nursing
- CAS, DAS und MAS mit Schwerpunkten in Management und Leadership, Onkologie, Palliative Care, Geriatric Care, Care Management, Neurologie, Wound Care, Rehabilitation, Kardiologie, Nephrologie und Pflege- und Gesundheitsrecht

#### Weiterbildung
Am Standort Aarau bietet Careum Weiterbildung zahlreiche Lehrgänge, Module und Kurse für Fach- und Führungskräfte inklusive Vorbereitungskurse für Höhere Fach- und eidgenössische Berufsprüfungen. Die Weiterbildungsschwerpunkte liegen dabei in den Bereichen Pflege und Betreuung, Leadership und Management, Beratung und Kommunikation, Lehren und Lernen, Altern und Gesellschaft, Care Gastronomie und Hauswirtschaft sowie Medizin und Pharmazie.

### Forschung
Neben der Aus- und Weiterbildung betreibt Careum praxisorientierte Forschung zu aktuellen Fragestellungen aus der Gesundheitsversorgung. Dabei arbeiten interdisziplinäre Teams aus Pflege-, Gesundheits-, Sozial-, und Geisteswissenschaften an nationalen und internationalen Projekten, regelmässig auch in Kooperation mit Partnern aus dem Bildungs- und Forschungsbereich wie auch aus der Praxis.
Schwerpunkte der Forschung bilden Gesundheitskompetenz, Patientenerfahrungen und -bedürfnisse, Gesundheit und Gesundheitsversorgung über die Lebensspanne sowie Querschnittsthemen wie digitale Bildung, Interprofessionalität, Gesundheitsrecht oder Ethik.

### Lern- und Lehrmittel
Der Careum Verlag entwickelt und produziert digitale und analoge Lern- und Lehrmittel für Gesundheits- und Sozialberufe und publiziert Sachbücher rund um das Thema Gesundheit. Die Bildungsmedien für Sekundarstufe II und Tertiärstufe erscheinen mehrsprachig und werden schweizweit in Bildungsinstitutionen des Gesundheits- und Sozialwesens, in Spitälern, Alters- und Pflegezentren oder bei der Spitex eingesetzt.
Als unabhängige E-Book-Plattform bietet die Careum Tochtergesellschaft Edubase Bildungsinstitutionen, Verlagen und Selfpublishern die Möglichkeit, Inhalte digital zugänglich zu machen und selbst zu vertreiben.

### Veranstaltungen
Careum organisiert eine Reihe von Veranstaltungen, um Fachleute aus Bildung und Gesundheit, Lernende und Studierende, Patientinnen und Patienten sowie Angehörige zusammenzubringen und die Diskussion über aktuelle Gesundheits- und Bildungstrends sowie den regelmässigen Wissenstransfer zu fördern.

## Netzwerke und Kooperationen
Careum kooperiert mit Lehr- und Praxisbetrieben, Verbänden und Fachorganisationen und engagiert sich in nationalen und internationalen Netzwerken. Dazu gehören unter anderem das europaweite Experten-Netzwerk Sciana, ZIPAS (Zürcher interprofessionelle klinische Ausbildungsstation), das Careum mitentwickelt und lanciert hat, oder der Verein «Evivo Netzwerk» für Menschen mit chronischen Krankheiten.